# Penataban
Penataban is een bestuurslaag in het regentschap Banyuwangi van de provincie Oost-Java, Indonesië. Penataban telt 5493 inwoners (volkstelling 2010).